# Maison Targaryen
La maison Targaryen est l'une des principales maisons de l'univers créé par George R. R. Martin, elle apparaît dans la série de livres Le Trône de fer et le roman Feu et Sang, ainsi que les adaptations télévisuelles Game of Thrones et House of the Dragon. Provenant de l'antique Valyria, elle a survécu au Fléau en se réfugiant sur l'île de Peyredragon, pour régner ensuite pendant trois cents ans sur Westeros. Associée aux dragons le blason de la dynastie représente un dragon tricéphale rouge sur champ noir. En héraldique classique, son blasonnement est : « De sable au dragon tricéphale de gueules. »

## Histoire
La maison Targaryen est célèbre pour avoir conservé la royauté pendant plusieurs centaines d'années, à tel point que l'on parle de la « Dynastie des Targaryen ». Cette noble famille est issue de Valyria, où elle apparaît au sortir de l'âge des ténèbres. La famille est originaire de l'antique Valyria qui a échappé au Fléau qui a anéanti toute la ville. 
D'après les récits, en l'an 114 av.-C., Aenar Targaryen abandonne la capitale de Valyria, vendant toutes ses propriétés dans les Possessions et les Contrées de l'été constant. Il emmène avec lui ses femmes, sa fortune, ses esclaves, ses frères, ses sœurs, ses enfants, sa parentèle et cinq dragons. Exilés sur Westeros, la maison Targaryen vécut pendant des siècles sur l'île de Peyredragon jusqu'à ce qu'Aegon le Conquérant soit à l'initiative de la Guerre de la Conquête avec ses sœurs (Visenya et Rhaenys) et leurs dragons (Meraxès, Vhagar et Balerion). Il est rapidement devenu évident que les hommes de Westeros ne seraient pas capables de résister aux dragons, surtout après l'incendie d'Harrenhal, un château nouvellement construit, apparemment impénétrable. Son roi Harren "Le noir" avait refusé de capituler devant Aegon, se croyant en sécurité; il a découvert le contraire quand Aegon a survolé les murs avec Balerion, brûlant le château et tout le monde à l'intérieur. D'autres maisons furent de la même manière expédiées ou rendues, et Aegon prit les épées de ceux qu'il avait conquis et les transforma en trône de fer avec le feu de dragon. La maison Targaryen a obtenu deux nouvelles demeures après leur Conquête : Port-Réal et Lestival. 
Sous le règne du roi Viserys (103-120 après la Conquête), il restait encore une vingtaine de dragons, dont Balerion lui-même (décédé de vieillesse à cette époque). Avec la mort de Viserys est venue la "danse des dragons", qui les a vu presque tous périr. La "danse des dragons" fut une guerre civile targaryen pour la succession au trône de fer, et elle a vu des dragons combattre entre-eux - ce qui en a tué la majorité. À la fin de cette guerre fratricide (qui a duré de 129 à 131 après la Conquête), seuls quatre dragons sont restés en vie. Aucun n'a survécu longtemps, et malgré les meilleurs efforts des mages, aucun autre œuf n'a pu être convaincu d'éclore - mettant fin au temps des dragons. La maison Targaryen elle-même a continué pendant des décennies sans dragons, mais elle était en déclin. Les Targaryen ont néanmoins traité des rébellions, des guerres de Dorne et des problèmes de succession. 
La fin de la dynastie Targaryen eut lieu lorsque le Roi Robert Baratheon renversa Aerys II Targaryen "le Roi Fou" pendant la rébellion de Robert en l'an 282 après la Conquête, celui-ci désirant bruler Port-Réal fut tué par son garde royal Ser Jaime Lannister appelé depuis le régicide. Ce fut le dernier roi Targaryen de la dynastie, et le désir de reconquête de ses descendants Viserys et Daenerys contraints à l'exil devient au cœur des préoccupations du trône de fer. 
De nombreuses légendes font allusion à la "Mère des dragons" comme une dame ne subissant pas les brûlures des flammes ; il est ici question de Daenerys, qui aura un rôle prépondérant dans la reconquête du royaume des Sept couronnes avec l'aide de ses trois dragons. Il semble que le sort de la maison Targaryen soit lié aux dragons eux-mêmes, et la capacité de Daenerys à faire éclore les siens a donné aux Targaryen une chance de reprendre le pouvoir.
La particularité de la maison Targaryen se situe également au niveau du mode de vie de la famille qui pousse au Mariage consanguin. Chaque roi a disposé d'un surnom représentant sa façon de gouverner mais également sa particularité symbolique. Ainsi, Aegon était considéré comme le "Conquérant" alors que son successeur, Maegor portait le titre de « Cruel ». Les surnoms ne s'arrêtent pas aux caractères et ainsi, on retrouve Aegon III Targaryen dit le "Fléau des dragons" et même Daenerys Targaryen surnommée "La Mère des dragons" ou "L'Imbrûlée". Les croyances des Targaryen ont toujours été orientées vers la symbolique du feu. Ainsi, les funérailles d'un Targaryen s'achèvent toujours par un bûcher funéraire.

## Membres

### Souverains

#### AegonIerle Conquérant
Aegon Ier Targaryen, dit « le Conquérant » ou « Sire-Dragon » (27 avC - 37 apC), est le premier roi de la dynastie Targaryen. Avec ses deux sœur-épouses Rhaenys et Visenya, il unifia six des sept royaumes de Westeros sous son autorité ; seule la principauté de Dorne résista à la conquête. Il fonda la capitale du royaume, Port-Réal, et créa le Trône de Fer en faisant fondre les épées de ses ennemis vaincus. Inconfortable et dangereux, le trône existe pour rappeler au roi que c'est une pénitence et non un privilège de régner. Sous l'impulsion de sa sœur Visenya fut créée la Garde Royale chargée de défendre la famille royale. Les membres de la Garde jurent fidélité et obéissance à vie. Lors de son règne, Aegon fit ériger des murailles autour de Port-Réal ainsi que les fondations du Donjon Rouge, futur château de la famille royale. Il monta le dragon Balerion et mania l'épée en acier valyrien Feunoyr.

#### AenysIer
Aenys Ier Targaryen (7 - 42 apC) est le deuxième roi de la dynastie Targaryen. Il est le premier fils d'Aegon, issu de son mariage avec Rhaenys. Décrit comme un rêveur aimant l'alchimie, le chant et la fête, il n'a pas l'étoffe d'un guerrier, au contraire de son père ou de son frère Maegor. À cause de sa tendance maladive à hésiter, son court règne est marqué par de nombreux troubles. À la suite de certaines décisions (expulsions de la foi des Sept des Iles de Fer, mariage interne à sa famille), Aenys se met la Foi à dos. Méprisé par le Grand Septon, chef suprême de la Foi, il est également critiqué par sa belle-mère Visenya à cause de son manque d'autorité. Aenys meurt d'une crise de panique en apprenant que son fils et héritier, le prince Aegon, est assiégé dans la forteresse de Crakehall par la Foi militante et les Fils du Guerrier sur ordre du Grand Septon. Il monta le dragon Vif-Argent.

#### MaegorIerle Cruel
Maegor Ier Targaryen, dit « le Cruel » (12 - 48 apC), est le troisième roi de la dynastie Targaryen. Il est le second fils d'Aegon, issu de son mariage avec Visenya. Guerrier émérite, il fut adoubé à l'âge de 16 ans. À la mort de son père, il revendiqua le dragon Balerion ainsi que l'épée Feunoyr. Cruel et violent, il imposa ses idées par la force. Exerçant d'abord le rôle de main du roi pour son frère, avant d'être exilé pour avoir pris une seconde épouse ; il prit le trône par la force à la mort d'Aenys et tua son neveu Aegon, héritier légitime, dans une bataille impliquant leurs dragons respectifs, Balerion et Vif-Argent, au-dessus de l'Œildieu. Lors de son règne s'acheva la construction du Donjon Rouge, dont il fit tuer tous les ouvriers afin de préserver les secrets du château royal. Il lance la construction d'une immense écurie à dragon : Fossedragon. Ennemi juré de la Foi, il mate les révoltes par le feu et le sang. Sa tyrannie l'isole petit à petit jusqu'à la révolte de son neveu Jaehaerys et le règne de Maegor s'achève lorsque celui-ci meurt dans des circonstances troublantes. Malgré ses nombreuses épouses, il meurt sans laisser de fils pour lui succéder.

#### JaehaerysIerle Conciliateur
Interprêté par Michael Carter (en)
Jaehaerys Ier Targaryen, dit « le Conciliateur » (34 - 103 apC), est le quatrième roi de la dynastie Targaryen. Il est le fils d'Aenys Ier et d'Alyssa Velaryon. Couronné à 14 ans, la régence du royaume est d'abord assurée par sa mère, la reine douairière Alyssa. Son beau-père, Lord Rogar Baratheon, assure les fonctions de lord-protecteur et Main du roi. À l'âge de 16 ans, Jaehaerys obtint les pleins pouvoirs et épousa sa sœur Alysanne. Jaehaerys a le plus long et le plus glorieux règne de sa dynastie. Malgré son jeune âge, il se révèle tout de suite être un grand roi. Doué aux armes, il préfére cependant user de diplomatie. Il doit son surnom au fait d'avoir calmé les tensions laissées par son prédécesseur. Il entreprend de nombreuses améliorations au sein du royaume. Avec l'aide de son ami le septon Barth, il rédige un codex de loi clarifiant et unifiant les us et coutumes du royaume. Il ordonne la création de grandes routes permettant des voyages plus aisés et plus sûr à travers le continent. À l'écoute de ses vassaux, il fait plusieurs voyages dans son royaume aux côtés de son épouse Alysanne. Très appréciée du peuple, Alysanne est surnommée « la Bonne Reine ». En l'an 101, Jaehaerys convoque un Grand Conseil à Harrenhal pour nommer son successeur ; bien qu'il ait eu 13 enfants, il n'a aucun héritier direct et réunit tous les grands seigneurs afin d'éviter une guerre de succession. Au terme des discussions, c'est finalement le petit-fils de Jaehaerys, Viserys, qui est désigné comme successeur. Le roi meurt en l'an 103 après un règne glorieux de 55 ans. Il monta le dragon Vermithor.

#### ViserysIer
Interprêté par Paddy Considine
Viserys Ier Targaryen (77 - 129 apC) est le cinquième roi de la dynastie Targaryen. Il est le fils de Baelon et Alyssa Targaryen. Petit-fils du roi Jaehaerys, il hérita d'un royaume plus prospère que jamais. Son règne en apparence paisible cacha en réalité des tensions au sein de sa famille qui déboucheront sur une guerre civile. Bon vivant et aimant la fête, le roi fut très apprécié. Le roi nomma sa fille ainée Rhaenyra, qu'il eût d'un premier mariage, héritière du trône. Remarié, Viserys confirme le statut d'héritière de sa fille malgré la naissance de son fils Aegon et ne voit pas la rivalité entre sa fille et sa seconde épouse, Alicent Hightower. Sa mort en 129 marque la fin de l'ère connue sous le nom de « l'Âge d'or Targaryen ». Viserys fut également le dernier à monter Balerion, dernier vestige de l'antique Valyria.

#### AegonIIl'Ainé
Interprêté par Tom Glynn-Carney et Ty Tennant (en) (jeune)
Aegon II Targaryen, dit « l'Aîné » (107 - 131 apC), est le sixième roi de la dynastie Targaryen. Il est le fils de Viserys Ier et d'Alicent Hightower. Sa prise de pouvoir engendra un conflit avec sa demi-sœur Rhaenyra, qui était l'héritière légitime. Celle-ci tenta de reprendre le trône pacifiquement mais la mort de son fils Lucerys déclencha l'ire de Rhaenyra et de son oncle-époux, le prince Daemon. C'est ainsi que débuta la plus terrible guerre civile que connaît le royaume. Baptisée « La danse des Dragons », cette guerre dura de 129 à 131 dans laquelle s'affrontèrent les Verts, partisans d'Aegon, et les Noirs, partisans de Rhaenyra. Au cours de cette guerre, le roi décide de remplacer la Main Otto Hightower, qui était également celle de Viserys, par le chevalier Criston Cole pour mener les Verts. Mais le roi est gravement blessé au cours d'une bataille, et son frère Aemond assure la régence durant sa convalescence. Mais les Verts perdent Port-Real et le Trône récupéré par Rhaenyra.
Rhaenyra sera finalement dévorée par le dragon d'Aegon tandis que celui-ci mourra des blessures subies au-cours du conflit. Cette guerre civile marqua également la quasi-disparition des dragons. Au nombre de 21 avant la Danse, seulement 4 survivent après le conflit dont un seul encore au sein de la famille régnante, les trois autres étant sauvages.

#### Rhaenyra
Interprétée par Emma D'Arcy et Milly Alcock (jeune)
Rhaenyra Targaryen (97 - 130 apC) est la fille aînée du roi Viserys Ier Targaryen et de sa première épouse la reine Aemma Arryn (82-105). Bien qu'étant longtemps désignée par son père comme héritière du Trône de Fer, son droit de succession est contesté à la mort de son père, puisque c'est son demi-frère Aegon II, fils d'Alicent Hightower qui était son amie d'enfance, qui monte sur le trône de Fer. Après un premier mariage avec Laenor Velaryon où elle a trois enfants, elle épouse son oncle Daemon Targaryen, anciennement prétendant au Trône avec qui elle aura également des enfants, dont les futurs rois Aegon III et Viserys II. Peu de temps après l'accession de son demi-frère au Trône, son fils Lucerys Velaryon est tuée par Aemond, autre fils de Viserys, ce qui conduit au début de la « La danse des Dragons », une guerre qui dura 129 à 131 dans laquelle s'affrontèrent les Verts, partisans d'Aegon, et les Noirs, partisans de Rhaenyra. Après avoir connu des défaites, elle parvient à renverser la tendance et prend Port-Real et le Trône de Fer en 130. Mais la guerre continue et, certaines de ses décisions contestés poussent les Sept Royaumes à la renverser. Rhaenyra sera finalement dévorée par le dragon d'Aegon, marquant un grand coup aux Noirs, qui pourtant gagneront par la suite la guerre, restaurant la paix dans Westeros.

#### AegonIIIle Malchanceux
Aegon III Targaryen, dit « le Malchanceux » (120 - 157 apC), est le septième roi de la dynastie Targaryen. Il est le fils de Daemon et Rhaenyra Targaryen. La mort du roi Aegon II met fin à la guerre. Le prince Aegon étant alors le dernier mâle de la maison Targaryen, il est proclamé roi des Sept Couronnes à l'âge de 11 ans. Conformément aux vœux de lord Corlys Velaryon, un mariage royal est prévu avec la fille survivante d'Aegon II, Jaehaera, afin de réunir et réconcilier les deux lignées. Son règne commença d'abord sous la régence d'un conseil jusqu'en l'an 136. Triste et maussade, le roi resta marqué à jamais par la mort de sa mère dévorée par le dragon de son oncle sous ses yeux. Roi modéré et plutôt bon, il délégua néanmoins la majorité de ses devoirs à sa Main, son frère Viserys. En 153 meurt le dernier dragon appartenant à la famille royale. Le roi mourra quant à lui à l'âge de 36 ans.

#### DaeronIerle Jeune Dragon
Daeron Ier Targaryen, dit « le Jeune Dragon » (143 - 161 apC), est le huitième roi de la dynastie Targaryen. Il est le fils d'Aegon III et de Daenaera Velaryon. Jeune et énergique, Daeron marqua le royaume en reprenant les conquêtes. Âgé de seulement 14 ans, il fut déjà un guerrier émérite lors de son couronnement. Au côté de son cousin, Aemon le « Chevalier-Dragon », le roi est parvenu à s'emparer de la principauté de Dorne par la force mais sa campagne se solda néanmoins par un échec lorsque les Dorniens se sont révoltés après un an de soumission. Reprenant les hostilités, le roi mourra dans une embuscade après 4 années de règne. Il ne laissa pas de descendant.

#### BaelorIerle Bienheureux
Baelor Ier Targaryen, dit « le Bienheureux » (144 - 171 apC), est le neuvième roi de la dynastie Targaryen. Il est le fils d'Aegon III et de Daenaera Velaryon. Frère cadet de Daeron, il s'autoproclama « Roi-septon ». Complètement dévoué à la foi des Sept, il répudia son épouse et enferma ses sœurs pour ne pas être tenté par le péché de la chair. Jouant la diplomatie, il obtint une paix durable avec Dorne. Obsédé par sa piété, il fit bâtir un immense septuaire dans Port-Réal en dilapidant la fortune de sa maison. Effectuant jeûne sur jeûne pour expier les péchés de son peuple, le roi prit des mesures fortement contestées, comme l'interdiction de la prostitution ou la destruction de livres jugés impies. En l'an 171, Baelor fit un jeûne de 40 jours, ne buvant que de l'eau et ne mangeant que du pain. Mourant d'épuisement après 10 années de règne, il ne laissa aucun descendant, à l'instar de son frère.

#### ViserysII
Viserys II Targaryen (122 - 172 apC) est le dixième roi de la dynastie Targaryen. Il est le fils de Daemon et Rhaenyra Targaryen. Administrant d'abord le royaume en tant que Main du roi pour son frère Aegon III, puis pour ses neveux Daeron et Baelor, Viserys fut décrit comme un homme capable et juste. Couronné après la mort de Baelor, son règne est néanmoins le plus court de la dynastie, le roi mourrant d'une maladie inconnue et foudroyante.

#### Aegon IV l'Indigne
Aegon IV Targaryen, dit « l'Indigne » (135 - 184 apC), est le onzième roi de la dynastie Targaryen. Il est le fils de Viserys II et de Larra Rogare. Chevaleresque à l'image de son frère Aemon le Chevalier-Dragon dans sa jeunesse, les années voient ensuite Aegon s'engraisser. Marié à sa sœur Naerys, il n'a d'elle qu'un seul fils, le prince Daeron. Coureur de jupons invétéré, il affirme ne pas pouvoir passer une nuit sans une femme dans sa couche. Nombre de seigneurs de Westeros lui offrent leurs filles pour quelques nuits en échange de privilèges. Alors qu’il se déclare père de 400 bâtards, son règne est marqué par sa débauche, son avidité et sa cruauté. Alors que la tradition voulait que l'héritier du Trône de fer obtienne des mains du roi l'épée Feunoyr, Aegon IV la lègue à son fils bâtard Daemon Waters. Ce dernier se renomme Daemon Feunoyr, créant sa propre maison. En conflit permanent avec son fils Daeron qu'il soupçonne de ne pas être de lui, le roi Aegon choisit à sa mort de légitimer tous ses bâtards. Sa mort après 11 années de règne est décrite comme particulièrement atroce. Obèse et ne pouvant sortir de son lit, ses membres se putréfièrent, grouillant de vers à viande.

#### DaeronIIle Bon
Daeron II Targaryen, dit « le Bon » (153 - 209 apC), est le douzième roi de la dynastie Targaryen. Il est le fils d'Aegon IV et de sa sœur Naerys Targaryen. Son règne est d'abord marqué par l'intégration définitive de Dorne au royaume ; Daeron se mariant avec la sœur du prince Maron Martell, Myriah, tandis que celui-ci se marie avec la sœur de Daeron, Daenerys. Pour sceller cette union, le roi fonda la forteresse de Lestival. Le royaume fit ensuite face à la première rébellion Feunoyr ; le demi-frère de Daeron, Daemon Ier Feunoyr, voulut le renverser et s'allia aux seigneurs hostiles à l'intégration de Dorne au royaume. Daemon fut cependant tué par son demi-frère Brynden Rivers, dit Freuxsanglant, lors de la bataille du champ d'Herberouge, durant laquelle les deux premiers fils de Daemon y trouvent aussi la mort. Aegor Rivers, dit Aigracier, s'enfuit avec les derniers enfants de Daemon de l'autre côté du détroit, permettant à la maison Feunoyr de prospérer. L'an 209 marquera la mort du prince héritier, Baelor, lors du tournoi de Cendregué, puis celle du roi qui succomba lors de la terrible épidémie connue sous le nom de « Fléau de Printemps ». Daeron II régna pendant 25 ans.

#### AerysIer
Aerys Ier Targaryen (~172 - 221 apC) est le treizième roi de la dynastie Targaryen. Il est le fils de Daeron II et de Myriah Martell. Aerys n'était pas destiné à devenir roi et fut couronné après les morts de son frère Baelor et de ses neveux Valarr et Matarys lors du Fléau de Printemps. Érudit et passant tout son temps dans la bibliothèque royale, le roi délègue la gestion du royaume à son oncle et main du roi, Brynden Rivers. Son règne fut notamment marqué par les deuxième et troisième rébellions Feunoyr. Ces deux nouvelles tentatives se soldèrent par des échecs et Aegor Rivers se fit arrêter avant d'être envoyé au Mur. Bien que marié, le roi n'a pas d'enfant à sa mort en l'an 221.

#### MaekarIer
Interprété par Sam Spruell
Maekar Ier Targaryen (~174 - 233 apC) est le quatorzième roi de la dynastie Targaryen. Il est le fils de Daeron II et de Myriah Martell. Maekar était réputé comme l'un des meilleurs combattants de Westeros avec son frère Baelor. Maniant une masse d'armes au combat, c'était un fin stratège qui se fit remarquer dans sa jeunesse lors des rébellions Feunoyr. Couronné après la mort de son frère Aerys, Maekar eût un règne assez calme et laissa son oncle Brynden Rivers administrer le royaume à sa place. Il meurt en l'an 233 en montant à l'assaut de la forteresse de Stellepique.

#### Aegon V l'Invraisemblable
Interprété par Dexter Soll Ansell
Aegon V Targaryen, dit « l'Invraisemblable » (200 - 259 apC), est le quinzième roi de la dynastie Targaryen. Il est le fils de Maekar Ier et de Dyana Dayne. À sa naissance, il était le quatrième fils du quatrième fils du roi Daeron II. Personne ne pensait qu'il serait un jour couronné et Aegon, surnommé « Œuf », passa sa jeunesse en tant qu'écuyer du chevalier errant Ser Duncan le Grand, participant entre autres à la deuxième rébellion Feunoyr. Après la mort de Maekar, un Grand Conseil fut réuni et couronna Aegon après le refus de son frère Aemon à monter sur le trône. La première affaire de son règne fut l'arrestation de Brynden Rivers, jugé coupable du meurtre d'Aenys Feunoyr, ce dernier qui était l'un des prétendants au trône avant de se faire exécuter par Brynden après avoir été invité au Grand Conseil. En l'an 236 se tient la quatrième rébellion Feunoyr durant laquelle Daemon III Feunoyr fit alliance avec la Compagnie Dorée. La révolte prit fin lorsque Daemon, ayant peu d'alliés, fut tué par Duncan en duel. Aegor Rivers profita de la révolte pour s'enfuir de l'autre côté du détroit. À la fin de son règne, Aegon V est considéré comme le plus grand roi qu'ait connu le royaume depuis l'Âge d'or. En 259, le roi réunit au palais de Lestival toute sa famille en prévision de la naissance de son arrière-petit-fils. Le roi aurait fait exploser le château en tentant de ranimer une couvée d'œufs de dragons. Un grand mystère entoure cet évènement tragique connu sous le nom de « Tragédie de Lestival ». Une grande partie de la famille royale périt, à commencer par le roi après 26 ans de règne.

#### JaehaerysII
Jaehaerys II Targaryen (225 - 262 apC) est le seizième roi de la dynastie Targaryen. Il est le fils d'Aegon V et de Betha Nerbosc. Vif d'esprit et bon politicien, Jaehaerys souffre néanmoins d'une santé fragile. Dès le début de son règne éclate dans le détroit la « Guerre des rois à neuf sous ». Cette guerre voit la mort du dernier représentant de la maison Feunoyr, Maelys Feunoyr dit « le Monstrueux ». Motivé à faire renaître sa famille de la tragédie de Lestival, le roi trouve la mort après trois ans de règne à la suite d'une maladie.

#### AerysIIle Roi Fou
Interprêté par David Rintoul
Aerys II Targaryen dit « le Roi Fou » (243 apC - 283 apC) est le dix-septième roi de la dynastie Targaryen. Il est le fils de Jaehaerys II et de sa sœur Shaera Targaryen. Lors de son couronnement, Aerys fut un homme apprécié et motivé à faire de son règne le plus grand de tous les temps. Amical, bon et généreux, il lui arriva d'avoir des idées loufoques. Il nomma son ami Tywin Lannister comme main du Roi et le royaume prospéra. Au fil des ans, une rivalité se créa entre lord Tywin et le roi, le royaume devint progressivement instable. C'est en 277 qu'a lieu le tournant de son règne : fait prisonnier par lord Denys Sombrelyn, le roi est détenu et maltraité. Il fut sauvé par l'action de Ser Barristan Selmy. Cette expérience connue sous le nom de « Défi de Sombreval » fit sombrer le roi dans la folie. Se méfiant désormais de tout le monde, il devint paranoïaque et se laissa pousser barbe, cheveux et ongles. Sa passion pour le feu grégeois alla jusqu'à terrifier les seigneurs du royaume qui virent Aerys se trouver une passion dans les exécutions par les flammes. Les actions d'Aerys pousseront notamment Tywin à démissionner du poste de main du roi. Alors que son fils Rhaegar a disparu avec Lyanna Stark, Aerys fait exécuter le père et le frère de celle-ci, Lord Rickard et Brandon, avant d'ordonner l'arrestation de Robert Baratheon et Eddard Stark. Cette dernière action déclenche la rébellion de Robert, suivi par quatre des sept royaumes. Le prince héritier Rhaegar est tué par Robert lors de la bataille du Trident et lors du sac de Port-Réal, déclenché par Tywin Lannister et son armée, Aerys se fait tuer par son garde royal et fils de Tywin, ser Jaime Lannister. La mort d'Aerys marque la fin de la dynastie Targaryen et l'avènement de Robert Baratheon comme nouveau roi des Sept Couronnes tandis que les derniers enfants d'Aerys, Viserys et Daenerys, sont contraints à l'exil.

### Prétendants à la couronne

#### Daemon
Interprété par Matt Smith
Daemon Targaryen (81 - 130) est le frère de Viserys I et oncle et époux de Rhaenyra.
Il était prétendant au trône avant la naissance de Rhaenyra, puis en tant que roi consort durant le règne de sa nièce.
Il décède durant la Danse des Dragons en 130 en affrontant son neveu Aemond sur leurs dragons au cours d'une bataille qui ne fait aucun survivant

#### DaenerysIre
Fille de Aerys II et sœur de Viserys III dit le Roi mendiant. Mère des dragons, elle est le dernier dragon, la briseuse de chaînes.

#### ViserysIIIle Roi mendiant
Considéré comme le dernier dragon après la mort de son frère Raeghar, surnommé le roi mendiant et frère de Daenerys Targaryen, nostalgique de l'époque où son père était roi, il ne cesse de tenter de récupérer le Trône. Il donne sa sœur au Khal Drogo en échange d'une armée. Trop impatient, il est tué par ce dernier.

### Autres

#### Aegon Targaryen/Jon Snow
Aegon Targaryen (dans les romans : 283 apC - ? ; dans la série : 281 apC - ?) est le fils caché de Rhaegar Targaryen et Lyanna Stark. Son père est tué durant la rébellion de Robert et sa mère meurt en couches. Il est récupéré et élevé par son oncle Eddard Stark qui le fait passer pour son fils bâtard et lui donne le nom de Jon Snow.

#### Baelor Briselance
Fils ainé de Daeron II et Main du Roi. (170-209). Ce personnage est évoqué dans chroniques du chevalier errant .

#### Aemon Targaryen
Arrière-grand-oncle de Daenerys Targaryen, il refuse le trône et choisit de rejoindre la Garde de Nuit au moment du couronnement de son frère, Aegon V. Il sera plus tard connu sous le nom de mestre Aemon, mestre attaché au service de la Garde de Nuit. Toute sa vie, il considère que son devoir envers la Garde passe avant sa famille. Il meurt à l'âge de cent ans, peu après avoir indirectement favorisé l'élection de Jon Snow en tant que nouveau Lord Commandant de la Garde de Nuit.